# جرمانيا الكبرى

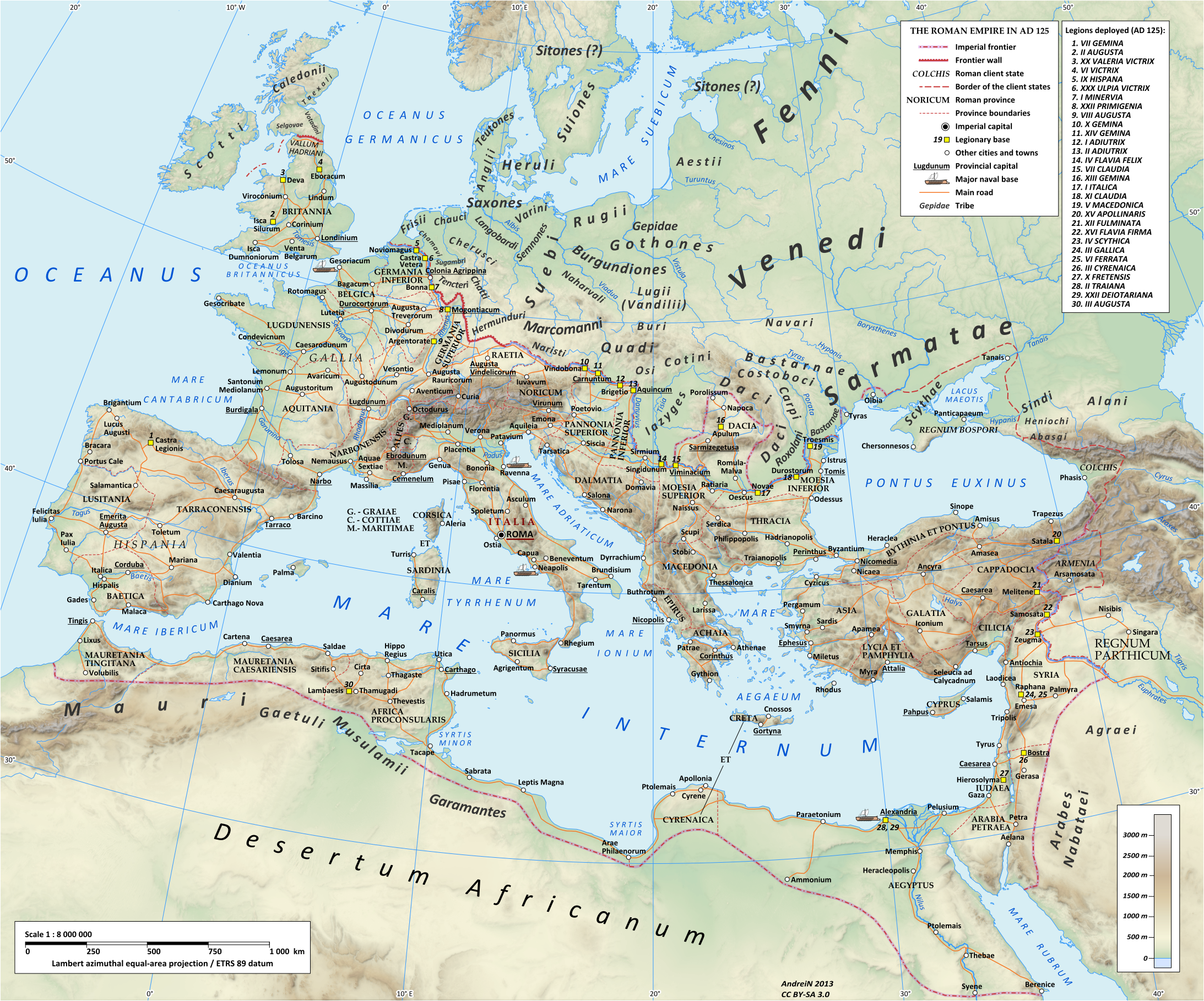
الإمبراطورية الرومانية في زمن هادريان (حكم 117-138 AD)، تظهر أعلى نهر الراين، مقاطعة رومانية جرمانيا الكبرى (Franche-Comté/Alsace-Lorraine/Baden-Württemberg), and the 2 فيلق روماني deployed there in 125.

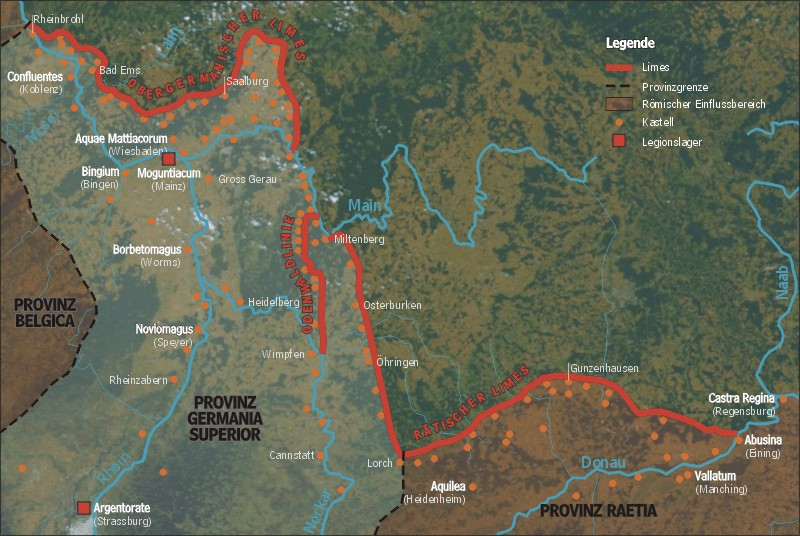
الجزء الشمالي من المقاطعة مع Limes Germanicus.

جرمانيا الكبرى ("جرمانيا العليا")، سميت بذلك لأنها تقع أعلى جرمانيا الصغرى، كانت مقاطعة رومانية في الإمبراطورية الرومانية.